# Noorwegen op het Eurovisiesongfestival 1981
Noorwegen nam deel aan het Eurovisiesongfestival 1981 in Dublin (Ierland). Het was de 21ste keer dat Noorwegen deelnam aan het Eurovisiesongfestival. NRK was verantwoordelijk voor de Noorse bijdrage voor de editie van 1981.

## Selectieprocedure
Melodi Grand Prix 1981 was het televisieprogramma waarin de Noorse kandidaat werd gekozen voor het Eurovisiesongfestival 1981.
De MGP werd georganiseerd in de studio's van de NRK, te Oslo. Tien liedjes deden mee in deze finale. De winnaar werd verkozen door een deskundige jury.
| Volgorde | Artiest           | Lied                | Punten | Plaats |
| -------- | ----------------- | ------------------- | ------ | ------ |
| 1        | Alex              | "Rock'n Roller"     | 52     | 5      |
| 2        | Unit 5            | "Lei mæ hjem"       | 64     | 2      |
| 3        | Dollie            | "1984"              | 49     | 6      |
| 4        | Berit Nyheim      | "Rock'n Roll"       | 19     | 10     |
| 5        | Inger Lise Rypdal | "Tankar"            | 63     | 3      |
| 6        | Eigil Berg        | "Lorelei"           | 35     | 9      |
| 7        | Halvdan Sivertsen | "Liv laga"          | 39     | 7      |
| 8        | Darlings          | "Født på ny"        | 36     | 8      |
| 9        | Tramteatret       | "Det er vår tur nå" | 59     | 4      |
| 10       | Finn Kalvik       | "Aldri i livet"     | 79     | 1      |

## In Dublin
In Ierland moest Noorwegen optreden als dertiende, net na  Ierland en voor Verenigd Koninkrijk. Na de stemming bleek dat Noorwegen op een laatste plaats was geëindigd met 0 punten. Nederland en België hadden logischerwijs geen punten over voor de Noorse inzending.

### Punten gegeven door Noorwegen

#### Finale
Punten gegeven in de finale:
| 12 punten | Zwitserland         |
| 10 punten | Spanje              |
| 8 punten  | Israël              |
| 7 punten  | Cyprus              |
| 6 punten  | Zweden              |
| 5 punten  | Frankrijk           |
| 4 punten  | Duitsland           |
| 3 punten  | Verenigd Koninkrijk |
| 2 punten  | Griekenland         |
| 1 punt    | Joegoslavië         |

1960 · 1961 · 1962 · 1963 · 1964 · 1965 · 1966 · 1967 · 1968 · 1969 · 1970 · 1971 · 1972 · 1973 · 1974 · 1975 · 1976 · 1977 · 1978 · 1979 · 1980 · 1981 · 1982 · 1983 · 1984 · 1985 · 1986 · 1987 · 1988 · 1989 · 1990 · 1991 · 1992 · 1993 · 1994 · 1995 · 1996 · 1997 · 1998 · 1999 · 2000 · 2001 · 2002 · 2003 · 2004 · 2005 · 2006 · 2007 · 2008 · 2009 · 2010 · 2011 · 2012 · 2013 · 2014 · 2015 · 2016 · 2017 · 2018 · 2019 · 2020 · 2021 · 2022 · 2023 · 2024 · 2025